# Henrik Gunde Pedersen

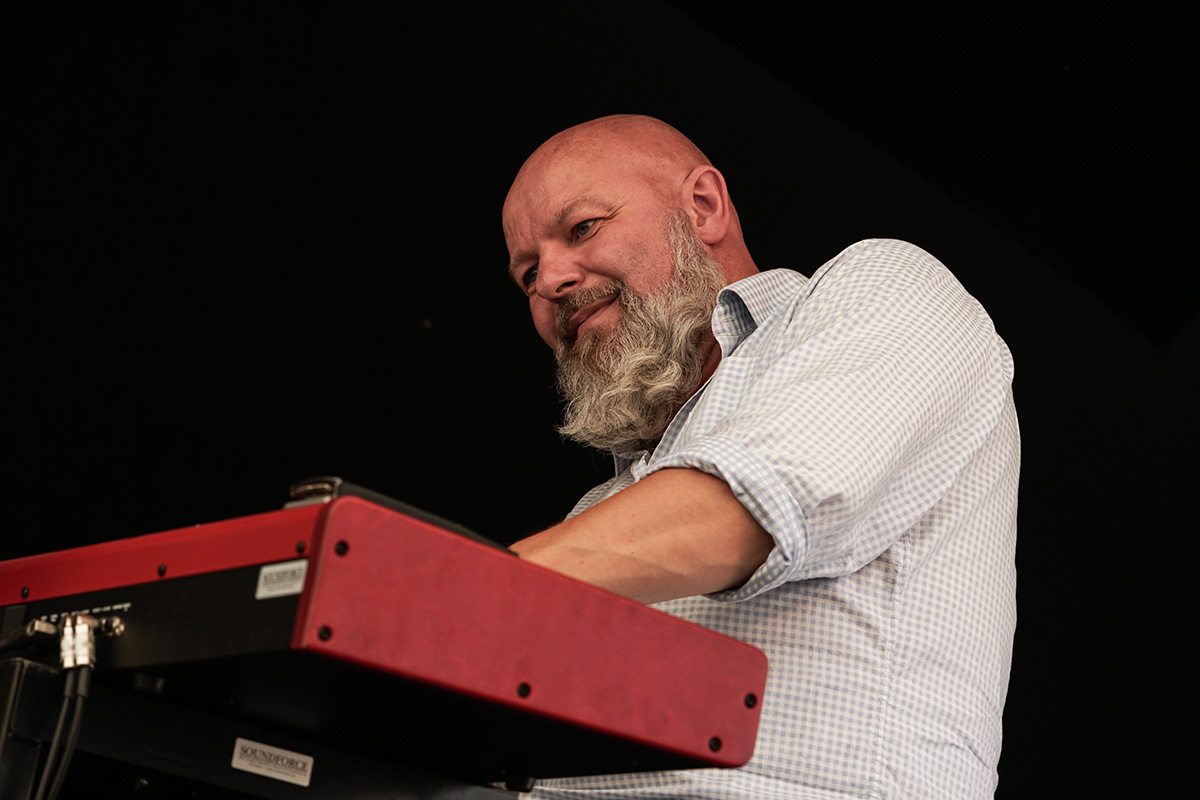
Copenhagen Jazz Festival 2018
(Foto: Hreinn Gudlaugsson)

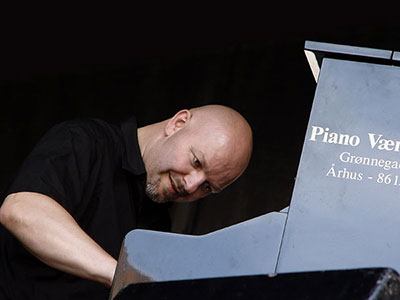
Henrik Gunde Pedersen (Foto: Hreinn Gudlaugsson)

Henrik Gunde Pedersen (* 22. Juli 1969 in Esbjerg) ist ein dänischer Jazzpianist.
Pedersen besuchte das Vestjysk musikkonservatorium, das er als Jazzpianist abschloss. Er arbeitete u. a. mit Lisa Nilsson, Fredrik Lundin, Billy Cobham, Jimmy Heath, Bjarke Falgren, Aldo Romano und Tom Harrell und ist Mitglied der Tivoli Big Band. Außerdem ist er regelmäßiger Partner von Katrine Madsen, die er auf zwei Alben begleitete. Weiterhin spielte er mit der DR Big Band.
Seit 1994 leitet er ein eigenes Trio mit Nicolas Kock und Steen Holm, das sich auf den Stil von Erroll Garner spezialisiert hat. Daneben ist er Mitglied des Ulf-Wakenius-Quartetts. 2007 nahm er am dritten Copenhagen Jazz Festival in Berlin teil.

## Diskographische Hinweise
- New Skies, 2000
- Supranatural Love, 2006
- Plays Bent Fabric, 2010[1]